# Васильевка (Партизанский район)
В Михайловском районе Приморья есть село Васильевка
Васи́льевка — деревня в Партизанском районе Приморского края. Входит в состав Новолитовского сельского поселения.

## География
Деревня Васильевка расположена в верховьях реки Литовки, которая впадает в залив Восток.
Дорога к деревне Васильевка идёт на север от административного центра сельского поселения Новолитовск через деревню Кирилловка.
Расстояние до Кирилловки около 4 км, расстояние до Новолитовска около 8 км, расстояние по трассе до Находки — около 20 км, расстояние до районного центра Владимиро-Александровское около 34 км.

## Население
| 1915 | 2002 | 2010 |
| ---- | ---- | ---- |
| 368  | ↘48  | ↗119 |

## Улицы
| - ул. Комсомольская, - ул. Луговая, | - ул. Центральная, - пер. Центральный. |

## Экономика
Жители занимаются сельским хозяйством.